# Mezőkövesd
Mezőkövesd [mezékevešd] je město v severovýchodním Maďarsku v župě Borsod-Abaúj-Zemplén, těsně u hranic župy Szabolcs-Szatmár-Bereg. Nachází se asi 10 km jihovýchodně od Egeru a 50 km od Miskolce a je správním městem stejnojmenného okresu. Rozkládá se na jižním okraji regionu Bükk. Je považován za centrum regionu Matyóföld; místní lidové umění je od roku 2012 na seznamu kulturního dědictví UNESCO.

## Historie
V blízkosti dnešního města bylo odhaleno osídlení kultury s východní lineární keramikou.
Město existovalo již ve středověku. Souvislé osídlení tu vzniklo již po příchodu Maďarů do vlasti. Přesto zdroje z roku 1271 uvádí, že Mezőkövesd byl zcela opuštěn. Pravděpodobně slibně rozvíjející se středověkou osadu zničil tatarský vpád do Evropy o několik desetiletí dříve. Ve 13. století se jednalo o nejjižnější sídlo, které patřilo pod panství v Diósgyőru. Pravděpodobně již tehdy se jednalo o tzv. město s tržním právem (maďarsky mezőváros).
Biskup János Hunyadi a László Hédervári uzavřeli v Mezőkövesdu dne 28. března 1450 s husity mír, podle kterého si Jan Jiskra z Brandýsa mohl udržet hornická města v horních Uhrách (dnes na Slovensku).
V 16. století bylo pustošeno během tureckých nájezdů. Turci jej obsadili již roku 1544. Celkem dvakrát bylo zničeno; po roce 1552 a potom v roce 1596. Po bitvě u Mezőkeresztese bylo nějakou dobu opuštěné. Obnova se uskutečnila až ve století sedmnáctém. Roku 1748 se město a jeho obyvatelé zbavili feudálních povinností. V době zrušení poddanství se v okolí města nenacházely žádné velké statky.
V roce 1860 sem byla zavedena železnice. Díky ní získalo město napojení na Budapešť a Miskolc.
Roku 1939 byl nalezen termální pramen při průzkumném hledání ropy. Později zde vzniklo i termální koupaliště. Místní léčivá voda obsahuje také síru a tak zde vznikly sirné lázně. Na začátku druhé světové války zde žilo 21 000 lidí, což je rekordní počet v historii města.
Do druhé světové války žilo v Mezőkövesdu i několik set Židů. 
Po skončení konfliktu došlo k panelové výstavbě především ve východní části města. Více než polovina ze sedmi tisíc bytů, která v Mezőkövesdu stojí, vznikla po válce.

## Obyvatelstvo
V roce 2018 zde žilo 16 107 obyvatel. Mezőkövesd je čtvrtým nejlidnatějším městem župy Borsod-Abaúj-Zemplén.

## Kultura
V Mezőkövesdu stojí zemědělské muzeum. Také se zde nachází muzeum regionu Matyóföld (Matyó Múzeum) a galerie Štěpána Takácse (Takács István). 
Místní kostel je zasvěcen sv. Ladislavovi (maďarsky Szent László-templom). Doplňuje jej i socha panovníka. Dále se na jihozápadním okraji města nachází kostel Srdce Ježíšova s přilehlým parkem Kavicsos a jezerem.
V historickém jádru města jsou dochovány domy z 19. století.

## Turistika
Oblíbenou destinací jsou místní lázně Zsory.

## Doprava
Kromě již zmíněné železniční trati, která městem prochází západo-východním směrem, vede přes Mezőkövesd také silnice celostátního významu č. 3, která jej obchází po obchvatu na severní straně města.

## Sport
Místní fotbalový tým nese název Mezőkövesd-Zsóry.

## Známé osobnosti
- József Jacsó (nar. 1962), vzpěrač
- Szabolcs Zubai (nar. 1984), házenkář